# Blood Ties (película de 2013)
Blood Ties es una película franco-estadounidense de suspenso de 2013 escrita, producida y dirigida por Guillaume Canet.
La película es una adaptación de Les Liens du Sang de Jacques Maillot en el cual Canet actuaba. Está protagonizada por Marion Cotillard, Matthias Schoenaerts, Billy Crudup, Mila Kunis, Clive Owen y Zoe Saldaña.
Fue presentada en 2013 en el Festival Internacional de Cine de Toronto.

## Sinopsis
En Nueva York, en 1974, Chris sale de la cárcel por buena conducta, después de haber cumplido varios años como consecuencia de un ajuste de cuentas mortal. Su hermano menor Frank, policía prometedor, viene a recogerlo a regañadientes. Más que su elección de « carreras », es una rivalidad muy antigua que ha separado a Chris y Frank. Su padre Léon los ha criado solo y siempre ha preferido a Chris, a pesar de sus errores y sus crímenes.
Frank espera a pesar de todo que su hermano ha cambiado y le da una oportunidad: le encuentra un alojamiento y un trabajo. También lo ayuda a retomar contacto con sus hijas y su exmujer Monica. Pero Chris conoce a Natalie y se sumerge nuevamente en sus viejos hábitos. Frank se siente definitivamente traicionado y saca a su hermano de su vida. Deja su trabajo y se instala con Vanessa, la excompañera de Antony Scarfo, un ladrón peligroso.

## Reparto
- Clive Owen: Chris Pierzynski
- Billy Crudup: Frank Pierzynski
- Mila Kunis: Natalie
- Zoe Saldaña: Vanessa
- Marion Cotillard: Monica, la exmujer de Chris
- James Caan: Leon Pierzynski
- Noah Emmerich: Lt. Colon
- Matthias Schoenaerts: Anthony Scarfo
- Lili Taylor: Marie Pierzynski
- Domenick Lombardozzi: Mike
- Griffin Dunne: McNally
- Yul Vazquez: Fabio de Soto
- Charlie Tahan: Michael
- John Ventimiglia: Valenti
- Jamie Hector: Nick

## Producción

### Elección de los actores
Mark Wahlberg estaba inicialmente interesado en desempeñar el papel de Frank. Finalmente, como ya había actuado en La perjudica pertenece de James Gray (coguionista de Blood Ties) que ponía en escena dos hermanos, el actor decidió abandonar el proyecto, que encontraba demasiado similar. El realizador Guillaume Canet primero pensó que eso provocaría la interrupción del proyecto, ya que Wahlberg financiaba una gran parte de ello. Al final, el papel fue interpretado por Billy Crudup.

### Rodaje
La película fue rodada en Nueva York en 2012.

## Taquilla
Blood Ties ha sido un fracaso comercial, sobre todo en Francia (sólo 238 823 entradas para un presupuesto total de 25 millones de euros) y en Estados Unidos donde los ingresos sólo ascendieron a 42 472 dólares.